# Kindlmühle
Die Kindlmühle ist eine abgegangene Mühle und ein abgegangener Gemeindeteil der ehemaligen Gemeinde Forst in der heutigen Gemeinde Sengenthal im Landkreis Neumarkt in der Oberpfalz in Bayern.

## Lage
Die Kindlmühle lag etwa 75 Meter südöstlich der Kastenmühle westlich vor der Albstufe des Oberpfälzer Jura und dort westlich an dem der Sulz zufließenden Wiefelsbach, der neben acht anderen Mühlen das Mühlrad für den einen Mahlgang der Kindlmühle (so 1836) antrieb.

## Geschichte
In einer Zehentbeschreibung von 1670 heißt es, dass die Kindlmühle den Groß- und Kleinzehent dem Kurfürsten gibt; eine frühere Erwähnung fehlt. Die mit einem Strohdach gedeckte Mühle brannte 1798 ab und wurde wieder aufgebaut. Sie gehörte pfarrlich zu Reichertshofen, das mit seiner St. Nikolaus-Kirche zunächst eine Filiale der katholischen Pfarrei Berngau war, ab 1854 Kuratie und ab 1867 eine eigene 1867 Pfarrei bildete.
Am Ende des Alten Reiches, um 1800, gehörte die Mühle zur Oberen Hofmark Berngau und unterstand hochgerichtlich dem herzoglich-baierischen Schultheißenamt Neumarkt.
Im neuen Königreich Bayern (1806) wurde zwischen 1810 und 1820 der Steuerdistrikt Forst, dann die gleichnamige Ruralgemeinde des Rentamtes Neumarkt gebildet, die aus Forst selber, Braunshof, Rocksdorf und Stadlhof bestand. In diese Gemeinde wurde vor 1867 die Gemeinde Wiefelsbach mit ihren zehn Einöden integriert, nämlich mit der Haus-Nummer 9 die Kindlmühle, die Kastenmühle, die Birkenmühle, die Braunmühle, der Dietlhof, die Gollermühle, die Ölkuchenmühle, die ebenfalls heute nicht mehr existierende Schmidmühle, die Schlierfermühle und die Seitzermühle.
Gemäß der Volkszählung von 1871 bestand die Mühle aus fünf Gebäuden und hatte zwölf Einwohner, an Großvieh vier Pferde und 27 Rinder. 1883 wurde die Mühle endgültig abgebrochen, nach anderer Lesart bereits 1881. 1887 stellte die Gemeinde Forst beim Königlichen Rentamt Neumarkt vergeblich den Antrag, das Bahnhofsrestaurationsgebäude Greißelbach der Sulztalbahn mit der Hausnummer 9 der ehemaligen Kindlmühle zu versehen und so eine Lücke in der Nummernfolge zu schließen.

### Einwohnerzahlen
- 1830: 5 (1 Haus)[9]
- 1836: 11 (1 Haus)[10]
- 1861: 9 (3 Gebäude)[11]
- 1871: 12[6]